# Biển súc
Biển súc, hay có người còn gọi là cây càng tôm, cây xương cá hoặc rau đắng (danh pháp khoa học: Polygonum aviculare) là một loài thực vật thuộc họ Rau răm. Biển súc (chi thực vật Polygonum) là một vị thuốc, nhưng cách gọi khác là "rau đắng" dễ gây nhầm lẫn với các loài dùng trong ẩm thực nhưng lại thuộc chi thực vật Glinus, chẳng hạn loài Glinus oppositifolius (rau đắng đất).

## Miêu tả
Biển súc là loại cây thân thảo hàng năm. Thân cây mảnh, cao từ 60 đến 70 cm, phân nhánh nhiều; nhánh có khía dọc, màu đỏ tím. Lá cây mọc so le, phẳng, dài 1–4 cm, rộng 6–10 mm. Hoa nhỏ, màu hồng tím, mọc thành cụm 1-4 hoa ở nách lá. Quả có 3 cạnh, mang một hạt màu nâu đen. Cây ra hoa trong thời kỳ từ tháng 5 đến tháng 10.

### Thành phần hóa học
- Tanin: 0,35%
- Vitamin C
- Carotin: 39%
- Flavonoid: avicularine (công thức hóa học: C20H18O11)
- Khác: đường, tinh dầu, nhựa, sáp. Độ tro: 2,44%.[1]

## Phân loài
- Polygonum aviculare subsp. aviculare
- Polygonum aviculare subsp. depressum (Meisn.) Arcang.
- Polygonum aviculare subsp. rurivagum (Jordan ex Boreau) Berher

## Ứng dụng trong y học
Theo Đông y, biển súc có vị đắng tính bình, không độc vào hai kinh vị và kinh bàng quang, công dụng lợi tiểu, sát trùng, dùng trong những trường hợp thấp nhiệt, viêm bàng quang, sỏi niệu đạo, bí đái, đái buốt, trĩ, kiết lỵ, đau bụng giun, mụn nhọt, lở ngứa ngoài da, vàng da tắc mật,...
Trong Tây y, nghiên cứu của Turova & đồng sự ở miền nam Liên Xô cũ cho thấy rau đắng có tác dụng hạ huyết áp, tăng cường hô hấp. Dịch chiết gây co bóp tử cung súc vật cái, tăng thời gian đông máu, tăng lượng nước tiểu.